# Летиція Каста
Лети́ція Марі́ Лор Каста́ (фр. Laetitia Marie Laure Casta; нар. 11 травня 1978, Понт-Одеме, Ер) — французька супермодель та акторка.

## Життєпис
Летиція Каста народилася у французькому місті Понт-Одеме за 30 км на захід від Руана. Її мати була місцевою, а батько родом з Корсики. Має старшого брата Жана-Батиста і молодшу сестру Марі-Анж.
У 15 років отримала запрошення від модельного агентства «Madison Models» і незабаром стала фотомоделлю в журналі «Elle». У 1993 році взяла участь в успішній рекламній кампанії джинсів «Guess». У 18 років стала однією з «ангелів» Victoria's Secret. Вона знялася в рекламних роликах, її фотографії з'являлися на обкладинках модних журналів. 
У 1999 році вперше виконала роль у фільмі «Астерікс і Обелікс проти Цезаря».
У 2000 році зборами мерів міст Франції Летиція Каста була обрана прототипом національного символу Франції — Маріанни.

## Особисте життя
19 жовтня 2001 року Каста народила дочку Сатін від французького фотографа Стефано Седнуї. 
24 вересня 2006 року народила сина Орландо від італійського актора Стефано Аккорсі. 30 серпня 2009 у Франції народила від нього доньку Афіну..
10 червня 2017 року вступила у шлюб з актором Луї Гаррелем. 17 березня 2021 року у подружжя народився син Азель.

## Фільмографія
| Рік       | Фільм                                    | Оригінальна назва                       | Роль                               |
| --------- | ---------------------------------------- | --------------------------------------- | ---------------------------------- |
| 1999      | Астерікс і Обелікс проти Цезаря          | Astérix et Obélix contre César          | Фальбала                           |
| 2000      | Блакитний велосипед (мінісеріал)         | La Bleue Bicyclette                     | Леа Дельма                         |
| 2000      | Циган                                    | Gitano                                  | Лусія                              |
| 2001      | Сильні душі                              | Les âmes fortes                         | Тереза                             |
| 2002      | Вулиця насолод                           | Rue des plaisirs                        | Маріон                             |
| 2003      | Помилка                                  | Errance                                 | Лу                                 |
| 2004      | Луїза Сан-Феліче (ТБ)                    | Luisa Sanfelice                         | Луїза Сан-Феліче                   |
| 2006      | Нерозсудливість Лувру (короткометражний) | La Déraison du Louvre                   | відвідувачка                       |
| 2006      | Велика квартира                          | Le Grand appartement                    | Франческа                          |
| 2008      | Дівчина і вовки                          | La jeune fille et les loups             | Анжела                             |
| 2008      | Народжені в 68-му                        | Nés en 68                               | Катрін                             |
| 2009      | Обличчя                                  | Visages                                 | Саломея                            |
| 2010      | Генсбур. Герой і хуліган                 | Serge Gainsbourg, vie héroïque          | Бріжіт Бардо                       |
| 2011      | Кошмар за стіною                         | Derrière les murs                       | Сюзанна                            |
| 2011      | Острів                                   | The Island                              | Софі                               |
| 2012      | Порочна пристрасть                       | Arbitrage                               | Жюлі Коте                          |
| 2012      | Нова війна ґудзиків                      | La guerre des boutons                   | Сімона                             |
| 2012      | Не заходити, ми не одягнені              | Do Not Distrub                          | Анна                               |
| 2013      | Історія любові                           | Une histori d'amor                      | молода жінка                       |
| 2014      | Оце так подружка!                        | Una Donna per Amica                     | Клаудія                            |
| 2014      | Красуні у Парижі                         | Sous les jupes des filles               | Агата                              |
| 2014      | Ті, що співають завтрашній день          | Des lendemains qui chanteent            | Ноемі                              |
| 2015      | Апаші                                    | Des Apaches                             | Жанна                              |
| 2015      | Арлетті, злочинна пристрасть (ТБ)        | Arletty, une passion coupable           | Арлетті                            |
| 2018      | Чесний чоловік                           | L'Homme fidèle                          | Маріанна                           |
| 2019      | Дивовижна історія листоноші Шеваля       | L'incroyable Historie du facteur Cheval | Філомена, дружина Фердінана Шеваля |
| 2019      | Крізь обрій                              | Le Milieu de l'horizon                  | Ніколь                             |
| 2019—2020 | Острів (мінісеріал)                      | Une Île                                 | Теа                                |
| 2020      | Полум'я (серіал)                         | La Flamme                               | Ліла                               |
| 2021      | Він                                      | Lui                                     | коханка                            |
| 2021      | Хрестовий похід (Цей новий світ)         | La Croisade                             | Маріанна                           |
| 2022      | За даними поліції                        | Selon la police                         | Дельфіна                           |
| 2023      | Згода                                    | Le Consentement                         | мати Ванесси                       |
| 2023      | Щастя завтрашнього дня                   | Le bonheur est pour demain              | Софі                               |
| 2024      | Темна історія                            | Una storia nera                         | Карла                              |

## Ролі у театрі
- 2004 — «Ундина» (Жан Жироду), реж. Жак Вебер — Ундина
- 2008 — «Elle t'attend» (автор і реж. Флоріан Зеллє)  — Анна
- 2017—2018 — «Сцени з подружнього життя» (Інгмар Бергман), реж. Сафі Неббу — Маріанна
- 2021 — «Клара Гаскіл: Прелюдія і фуга» (Серж Крібус), реж. Сафі Неббу, піаніст Ішиль Бенгі  — Клара Гаскіл
- 2023 — Незвичайний день (Етторе Скола), реж. Ліло Баур — Антонієтта

## Музичні кліпи
- 1998 — «Terre d'Oru» (I Muvrini та Стінг).
- 1999 — «Baby Did a Bad, Bad Thing» (Кріс Айзек)
- 2001 — «Gourmandises» (Алізе)
- 2010 — «Te amo» (Ріанна)
- 2020 — «Daisy» (Крістоф)

## Нагороди і номінації
- 2008 — Найкраща акторка на Кінофестивалі в Кабурі за роль у фільмі «Народжені в 68-му».
- 2011 — Номінація на премію Сезар за найкращу жіночу роль другого плану у фільмі «Генсбур. Герой і  хуліган».
- 2012 — Орден Мистецтв та літератури кавалерського ступеня.
- 2021 — Орден Почесного легіону кавалерсько ступеня[14].

## Галерея

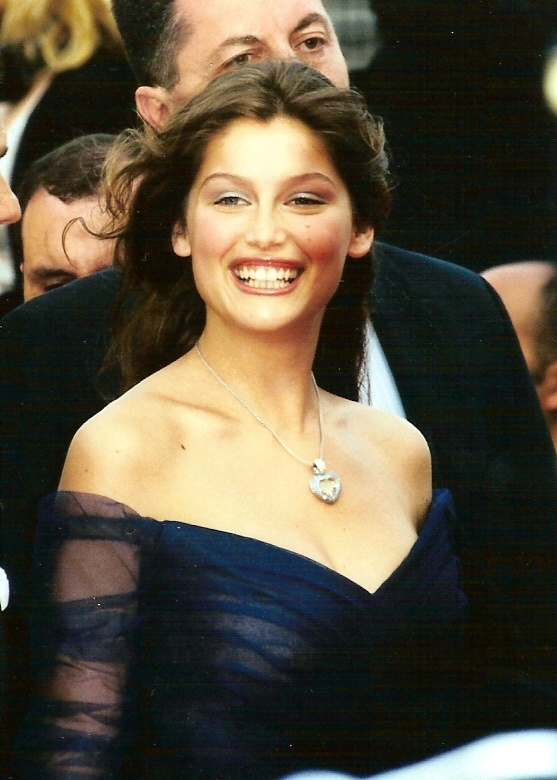
Летиція Каста у 1999 році
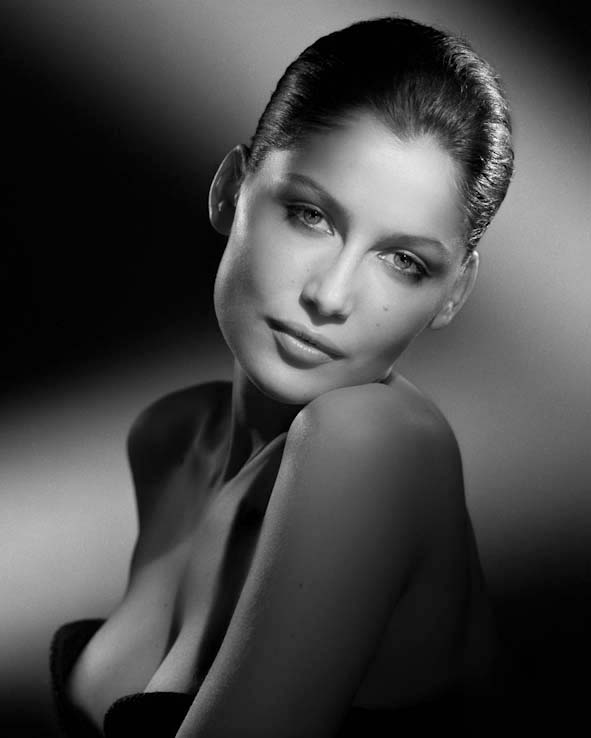
Летиція Каста в 2005 році
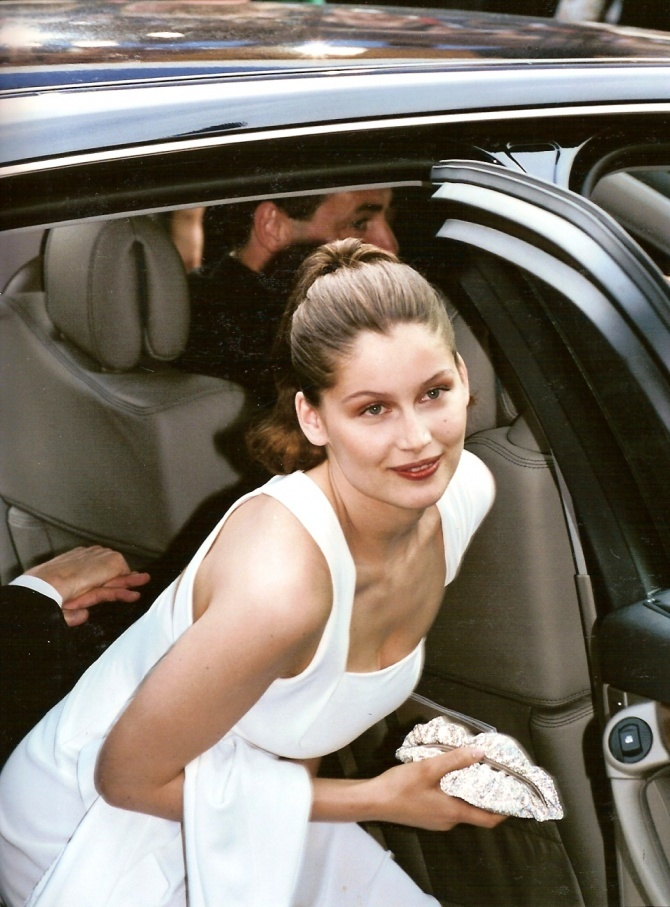
Летиція Каста на кінофестивалі в Каннах 2005 року
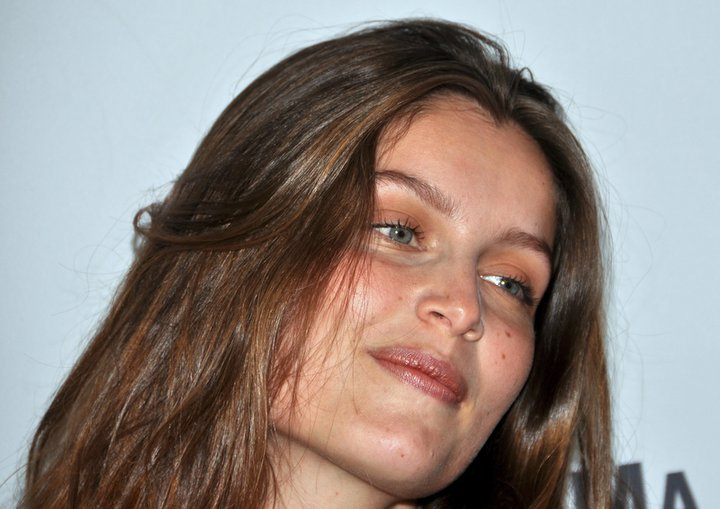
Летиція Каста у 2011 році
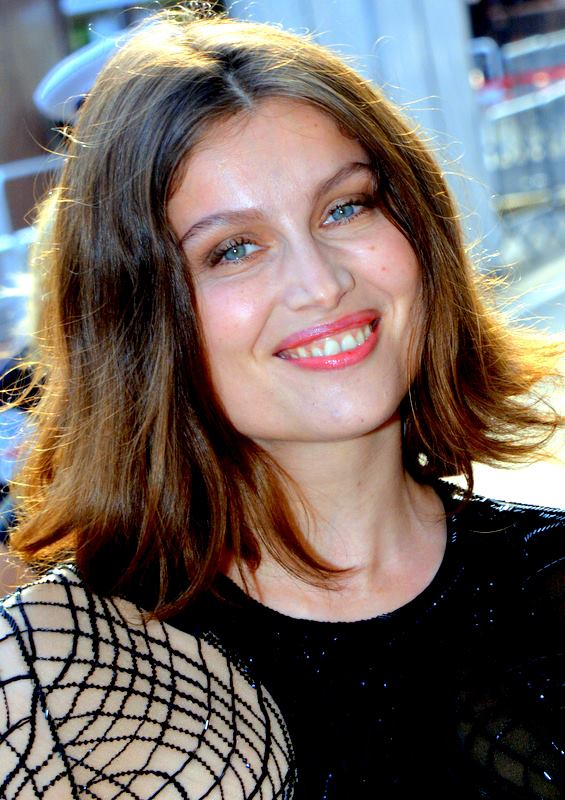
Летиція Каста в 2016 році
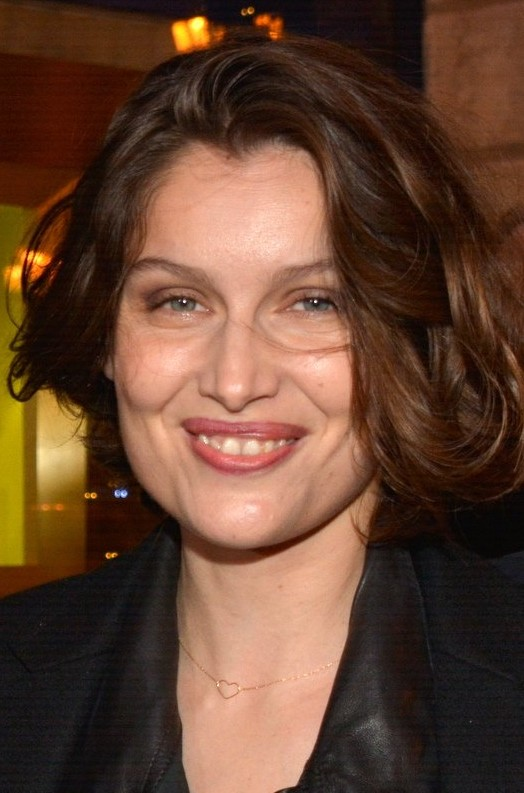
Летиція Каста в 2016 році